# Ácido fórmico
El ácido metanoico, también llamado ácido fórmico, es un ácido orgánico de un solo átomo de carbono, y por lo tanto el más simple de los ácidos orgánicos. Su fórmula es H-COOH (CH2O2).

## Origen y síntesis
El ácido fórmico fue aislado en 1672 por primera vez por el naturalista inglés John Ray destilándolo a partir de hormigas rojas (Formica rufa) machacadas. Este ácido es el que inyectan algunas especies de hormiga y abejas al picar. De ahí el nombre de fórmico (del latín formica, hormiga).
El ácido fórmico también se encuentra como componente natural de la miel, y es una de las sustancias, junto con el ácido oxálico y el ácido tartárico generadoras del picor producido por algunas ortigas.
Algunas bacterias pueden producir ácido fórmico a partir del piruvato en una reacción catalizada por el enzima piruvato-formato liasa.
En el año 2000 el ácido fórmico también fue hallado en la cola del cometa Hale-Bopp. Puesto que la síntesis orgánica de estas moléculas es inviable bajo las condiciones espaciales, este hallazgo parece sugerir que a la formación del sistema solar debió anteceder un periodo de calentamiento durante su colapso final.
El ácido fórmico también se encuentra presente en la troposfera  y es parcialmente responsable de la lluvia ácida. Los orígenes de su presencia son aún especulados pero algunos autores la han relacionado con el ácido fórmico liberado por las hormigas del Amazonas.

### Síntesis artificial
La primera síntesis artificial del ácido fórmico reportada en bibliografía es la desarrollada por el químico francés Théofile-Jules Pelouze en 1831 a partir de la reacción del ácido cianhídrico con ácido clorhídrico y ácido sulfúrico concentrado. Sin embargo los métodos más actuales de síntesis se derivan de los trabajos que Pierre Eugene Marcellin Berthelot, otro químico francés, realizó entre 1855 y 1856, según los cuales:
NaOH + CO → HCOONa 

El formiato sódico (HCOONa) posteriormente se haría reaccionar con un ácido para formar el ácido fórmico y la sal sódica del ácido, como por ejemplo:

2HCOONa + H2SO4→ 2 HCOOH + Na2SO4

## Propiedades
El grupo carboxilo es el que le confiere las propiedades ácidas a la molécula. Su base conjugada se ve estabilizada por dos estructuras de resonancia, favoreciendo su acidez.
El pKa del ácido fórmico es de 3,75. Teniendo en cuenta que el pH varía generalmente entre 0 y 14 (siendo 7 el pH neutro) podríamos decir que el fórmico, pese a ser un ácido de origen natural es relativamente fuerte.
Entre otras propiedades el ácido metanoico es un ácido líquido, incoloro, de olor irritante, con punto de ebullición de 100,7 °C y de congelación de 8,4 °C y es completamente soluble en agua pues su cadena carbonada es muy corta y fácilmente ionizable.
En el agua el ácido metanoico se disocia, reaccionando de la siguiente manera:
HCOOH + H2O → HCOO- + H3O+
Cuando se manipule ácido fórmico hay que hacerlo con guantes, ya que este en contacto con la piel, produce rápidamente ampollas dolorosas que se revientan y sangran.
Sus sales y ésteres reciben el nombre de formiatos.

## Información de seguridad

### Efectos sobre la salud
La exposición prolongada puede causar edema pulmonar, shock y muerte por fallo respiratorio. Algunos síntomas derivados de su inhalación incluyen: Irritación de la nariz; ojos o garganta, tos, flujo nasal, lagrimeo y dificultad respiratoria.
Límites de exposición ocupacional:
TWA: 9,4 mg/m³

STEL: 19 mg/m³

LEP UE: (como TWA): 5 ppm; 9 mg/m3 (UE 2006)

TECHO (C): N.R.

IPVS: N.R.
Su ingestión puede provocar: salivación, vómitos, dolor abdominal, quemaduras y ardor intenso en la boca, labios y esófago, vómito con sangre, diarrea y posiblemente la muerte.
Su absorción a través de la piel produce: Dolor, enrojecimiento y quemaduras. La solución concentrada causa irritación y ampollas. Se absorbe rápidamente produciendo efectos tóxicos serios.
Ojos: Irritación. Causa daño a los tejidos. En forma de rocío puede producir corrosión de los tejidos y daño permanente de la córnea.

### Seguridad química
Se descompone al calentarlo con ácidos fuertes (como el ácido sulfúrico) produciendo monóxido de carbono. El ácido fórmico es moderadamente ácido. Reacciona violentamente con oxidantes y con bases fuertes generando riesgo de incendio y explosión. Ataca algunos plásticos y metales.